# Championnat de Hongrie de football 1911-1912
Navigation
Saison précédente Saison suivante
La saison 1911-1912 du Championnat de Hongrie de football est la 11e édition du championnat de première division en Hongrie, la Nemzeti Bajnokság. Les dix meilleurs clubs de Budapest sont regroupés au sein d'une poule unique où ils se rencontrent deux fois au cours de la saison, à domicile et à l'extérieur. En fin de saison, le dernier du classement est relégué et remplacé par le meilleur club de II. Osztályú Bajnokság, la deuxième division hongroise.
C'est le Ferencváros TC, triple tenant du titre, qui termine à nouveau en tête du classement final du championnat, avec huit points d'avance sur le MTK Budapest et dix sur le Budapest AK. C'est le 7e titre de champion de Hongrie de l'histoire du club.

## Les clubs participants
| - Terézvárosi TC - Budapest TC - Ferencváros TC - Nemzeti SC - 33 FC - MTK Budapest - Magyar AC - III. Kerületi TVE - Promu de II. Osztályú Bajnokság - Budapest AK - Törekvés SE |

## Compétition

### Classement
Le barème utilisé pour établir le classement est le suivant :
- Victoire : 2 points
- Match nul : 1 point
- Défaite, forfait ou abandon : 0 point

| Rang | Équipe                | Pts | J  | G  | N | P  | Bp | Bc | Diff |
| ---- | --------------------- | --- | -- | -- | - | -- | -- | -- | ---- |
| 1    | Ferencváros TC (T)    | 30  | 18 | 14 | 2 | 2  | 74 | 17 | +57  |
| 2    | MTK Budapest (C)      | 22  | 18 | 9  | 4 | 5  | 38 | 22 | +16  |
| 3    | Budapest AK           | 20  | 18 | 8  | 4 | 6  | 36 | 36 | 0    |
| 4    | Magyar AC             | 19  | 18 | 8  | 3 | 7  | 37 | 39 | -2   |
| 5    | Terézvárosi TC        | 17  | 18 | 7  | 3 | 8  | 24 | 43 | -19  |
| 6    | Törekvés SE           | 16  | 18 | 7  | 2 | 9  | 25 | 25 | 0    |
| 7    | Nemzeti SC            | 16  | 18 | 7  | 2 | 9  | 26 | 39 | -13  |
| 8    | Budapest TC           | 15  | 18 | 6  | 3 | 9  | 29 | 30 | -1   |
| 9    | 33 FC                 | 13  | 18 | 5  | 3 | 10 | 16 | 34 | -18  |
| 10   | III. Kerületi TVE (P) | 12  | 18 | 5  | 2 | 11 | 25 | 45 | -20  |

|  | Vainqueur du championnat de Hongrie 1911-1912                                                    |
|  | Relégation directe en deuxième division                                                          |
|  | (T) Tenant du titre (C) : Vainqueur de la Coupe de Hongrie (P) : Promu de II. Osztályú Bajnokság |

## Bilan de la saison
| Championnat de Hongrie de football 1911-1912 |                           |
| Champion                                     | Ferencváros TC (7e titre) |
| Coupes et trophées                           |                           |
| Vainqueur de la Coupe de Hongrie 1911-1912   | MTK Budapest              |
| Promotions et relégations                    |                           |
| Promus en Nemzeti Bajnokság                  | Ujpest TE                 |
| Relégués en II. Osztályú Bajnokság           | III. Kerületi TVE         |